# NGC 3359
NGC 3359 är en stavgalax i stjärnbilden Stora björnen. Den upptäcktes den 28 november 1793 av William Herschel. 